# 송정초등학교 (경북)
송정초등학교는 대한민국 경상북도 구미시에 있는 초등학교다.

## 학교 연혁
- 1986.01.10 송정국민학교 설립인가
- 1987.03.02 송정초등학교 개교(18학급 편성)
- 1997.10.21 조리실 한동 준공
- 2006.03.01 53학급 편성
- 2010.10.20 경상북도교육청 저작권교육 연구학교 보고
- 2012.03.01 제11대 진동언 교장 취임
- 2012.08.24 신관 교실,복도 및 출입문 개체공사(14실),현관문 1개소 교체
- 2012.09.05 운동장, 본관 뒤편 배수로공사 정비
- 2012.12.26 학교평가 우수교 선정
- 2013.02.19 제26회 졸업식(196명 졸업, 총 8114명)
- 2013.03.01 31(특수1)학급 편성
- 2013.06.18 제11회 구미시 육상꿈나무 발굴대회 (준우승)
- 2013.07.10 운동장 디지털 시계 설치
- 2013.08.30 강당 리모델링 및 디지털 방송 설치, 옥상 방수 공사 실시
- 2013.09.06 식물 관찰학습지 연못 조성
- 2014.01.02 학교 전자도서관 구축
- 2014.07.04 배움터 지킴이실 완공
- 2014.09.01 제33회 교육장기타기 육상대회 종합 준우승
- 2014.09.25 본관 및 별관 현관문 교체
- 2015.02.17 제28회 졸업식(144명 졸업, 총 8446명)
- 2015.03.01 제12대 김명애 교장 취임
- 2015.03.01 27(특수1)학급 편성
- 2016.12.09 경북 100대 교육과정 우수교
- 2017.12.31 전국 학부모 교육참여 우수사례 공모전 우수교
- 2018.02.07 솔☆빛 다목적 강당 개관
- 2018.03.01 경상북도교육청 지정 녹색환경교육선도학교
- 2021.03.01 2021학년도 상호방문형 국제교류 운영학교
- 2023.03.01 제16대 이서현 교장 취임
- 2024.02.20 제37회 졸업식 (총 졸업생 9,385명)
- 2024.03.01 20(특수2)학급 편성